# Canjica

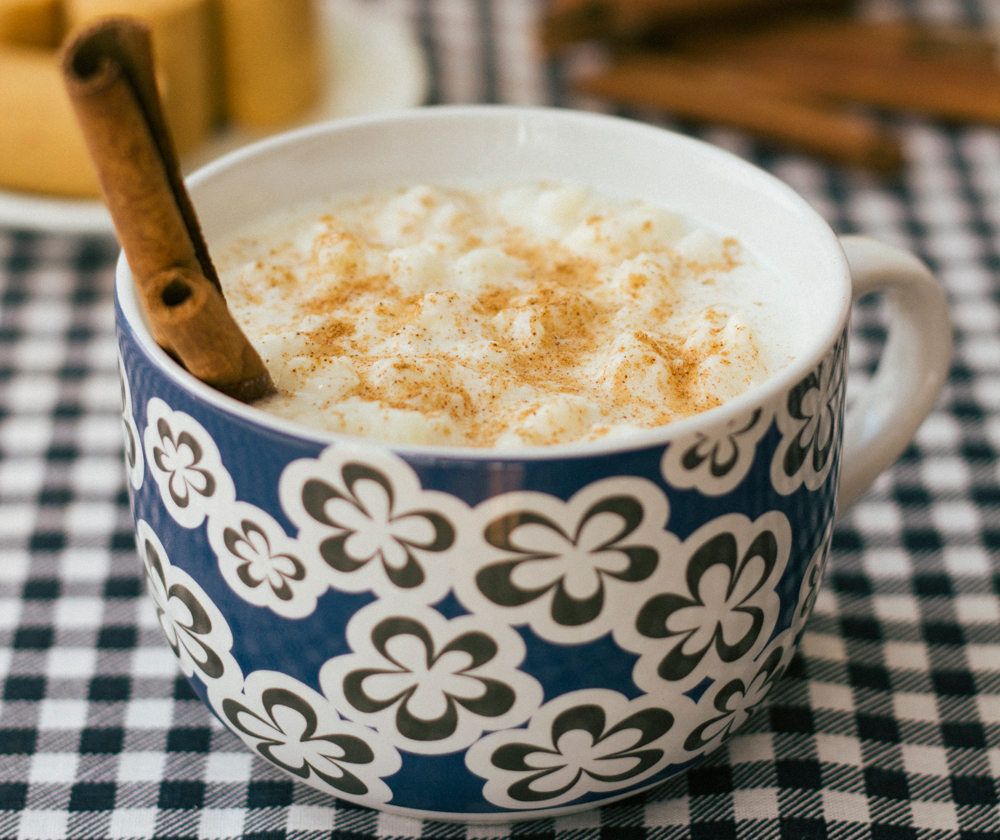
Canjica

La canjica es un dulce típico y tradicional de la cocina brasileña. Ahora consumida y comercializada en las pastelerías brasileñas el año entero, aunque el pico de demanda de la canjica coincide con las festas juninas. Sus principales ingredientes son el maíz (blanco o amarillo), la leche (a veces se emplea leche condensada) y el azúcar. Siendo sus ingredientes opcionales el cacahuete y/o la leche de coco.